# Куасси, Дидье
Дидье Куасси (Djedjé Kouassi; род. 1964) — ивуарийский шашист (международные шашки), победитель чемпионата Африки 1982 года по международным шашкам, бронзовый призёр командного чемпионата Африки 1986 года, победитель турнира «Hague Open» в 1996 году. Международный гроссмейстер.
Член (с 9 июля 1983 года) символического клуба победителей чемпионов мира Роба Клерка.

## Спортивные достижения

### Чемпионат мира
- 1982 (7 место)
- 1983 (5 место)

### Чемпионат Африки
- 1982 (1 место)
- 1984 (9 место)